# Henning Gailing

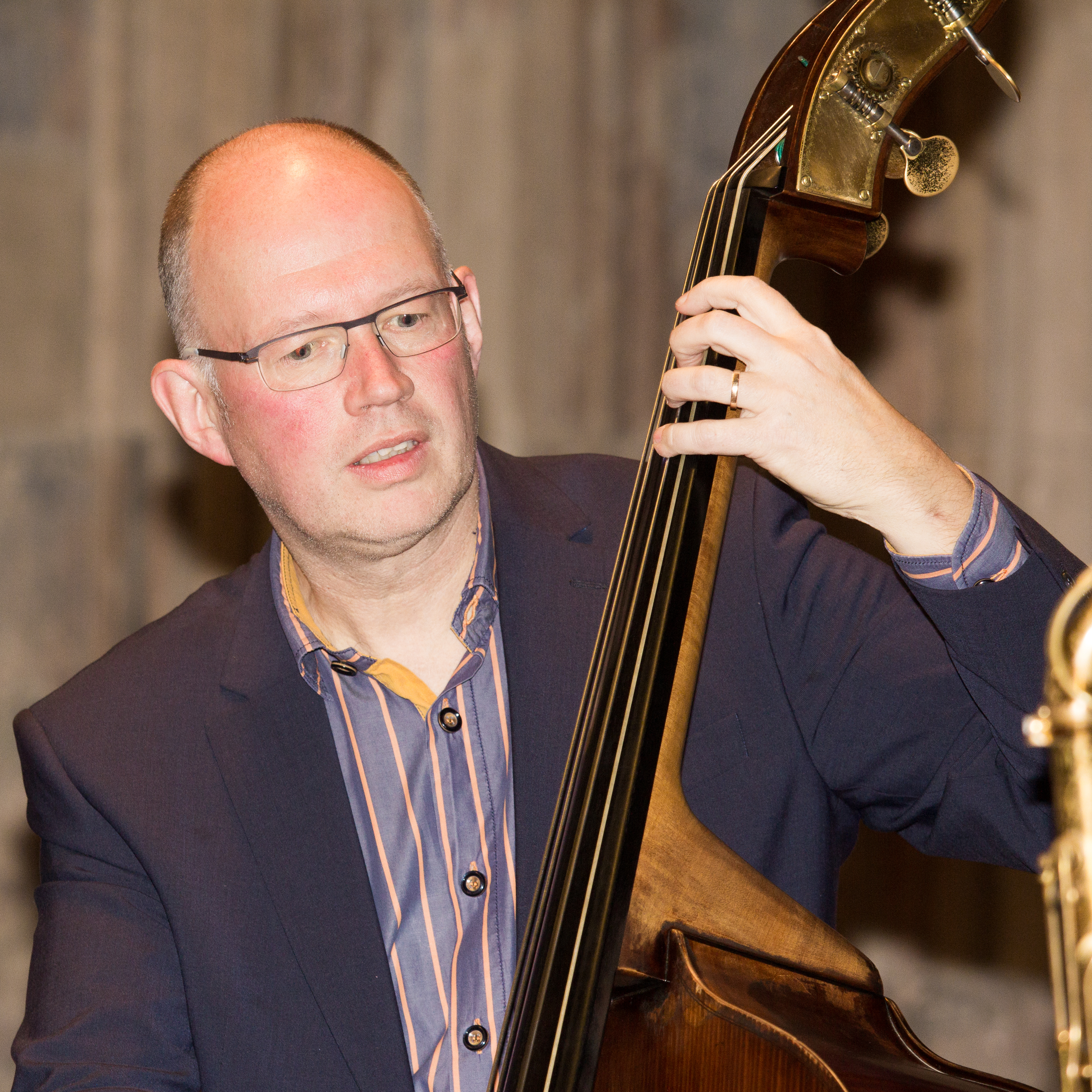
Henning Gailing, 2017

Henning Gailing (* 1965) ist ein deutscher Jazzmusiker (Kontrabass, E-Bass).

## Wirken
Gailing studierte Jazz-Bass an der Hochschule für Musik und Tanz Köln bei John Goldsby und Dieter Manderscheid; zudem erhielt er Unterricht bei Ray Brown und Chuck Israels. Klassischen Unterricht nahm er bei Thierry Barbe und Gottfried Engels (Düsseldorfer Symphoniker).
Seit 25 Jahren gehört er zum Trio des Pianisten Martin Sasse, den er auf mehreren Alben begleitete. Er trat mit Musikern wie Dan Barrett, Brian Lynch, Joe Diorio, Jiggs Whigham, Judy Niemack, John Marshall, John Ruocco, Ethan Iverson, Bill Dobbins, Ferdinand Povel, Jesse van Ruller, Greetje Kauffeld, Matt Wilson, Bert Joris, Bruno Castellucci, Olaf Polziehn, Paul Heller, Engelbert Wrobel, Peter Fessler, Dusko Goykovich, Howard Alden, Jochen Rückert, Mario Gonzi oder Bill Allred auf. Mark Murphy begleitete er auf dem Istanbul International Jazz Festival und dem North Sea Jazz Festival, Lee Konitz auf Pori Jazz und dem Brecon Jazz Festival.
Mit Malte Dürrschnabel, Billy Test und Dennis Mackrel bildete er das Cologne Jazz Quartet, das im Mainstream Jazz beheimatet 2024 das Album Con Alma veröffentlichte. Weiterhin ist er auf Tonträgern von Steve Klink, Gregory Hutchinson, Silvia Droste, Kevin Mahogany, Denis Gäbel, Tom Gaebel,  Thomas Rückert, Matthias Erlewein, Paul Kuhn und Tony Lakatos zu hören. Auch war er an Produktionen der NDR-Bigband (Frank Zappa Programm) und der hr-Bigband (feat. Regina Carter) beteiligt.
Zudem war er von 2003 bis 2015 als Lehrbeauftragter für Kontrabass und Ensembleleitung an der Hochschule für Musik Mainz tätig. Seit 2015 unterrichtet er an der Rheinischen Musikschule Köln.

## Diskographische Hinweise
- Martin Sasse Trio feat. Peter Bernstein A Groovy Affair (Nagel-Heyer 2003, mit Hendrik Smock)
- Martin Sasse Trio feat. Charlie Mariano Good Times (Nagel-Heyer 2010, mit Hendrik Smock) – Bestenliste Preis der deutschen Schallplattenkritik 4/2010
- Malte Dürrschnabel: Strayhorn (Laika 2014, mit Rainer Böhm, Silvio Morger)
- Martin Sasse Trio feat. Steve Grossman Take the D-Train (Nagel-Heyer 2015, mit Joost van Schaik)
- Echoes of Swing: BIX - A Tribute to Bix Beiderbecke (ACT 2016, mit Colin T. Dawson, Chris Hopkins, Bernd Lhotzky, Oliver Mewes sowie Shannon Barnett, Mulo Francel, Pete York)
- Martin Schulte Trio Time Remembered (Laika 2018 mit Jens Düppe)
- Echoes of Swing & Rebecca Kilgore: Winter Days at Schloss Elmau (ACT 2019, mit Colin T. Dawson, Chris Hopkins, Bernd Lhotzky, Oliver Mewes sowie Rolf Marx)
- Cologne Jazz Quartet: Con Alma (JazzJazz 2024)